# Hofs kommun, Vestfold
Hof var också namnet på en kommun i Hedmark fylke, som 1963 slogs samman med Åsnes kommun.
Hofs kommun (norska: Hof kommune) var en tidigare kommun i Vestfold fylke i sydöstra Norge. Tätorten Hof utgjorde centralort. Kommunen gränsade i norr mot Drammens kommun samt Nedre och Øvre Eikers kommuner, i öst mot Sande och Holmestrands kommuner, i söder mot Re och Lardals kommuner och i väst mot Kongsbergs kommun. 
Tätorterna var Hof, Sundbyfoss och Eidsfoss med det nedlagda järnverket Eidsfos Jernverk bestående av industribyggnader och arbetarbostäder med museum och levande kulturliv.

## Administrativ historik
Hofs kommun upprättades den 1 januari 1838 (som Hof formannskapsdistrikt) när Formannskapslovene från 1837 trädde i kraft. Kommunen omfattade då den västra delen av nuvarande Holmestrands kommun (Hof, Eidsfoss og Vassås socken).
Inom ramen för den pågående kommunreformen i Norge gick Hofs kommun den 1 januari 2018 upp i Holmestrands kommun. 

## Kyrkor
Inom dåvarande Hofs kommun fanns tre kyrkor.
- Hofs kyrka - är en långkyrka från ca 1150 i medeltiden.
- Vassås kyrka - är en långkyrka från 1200 i medeltiden.
- Eidsfoss kyrka -  är en korskyrka från 1904 och firade nyligen sitt 100-årsjubileum.

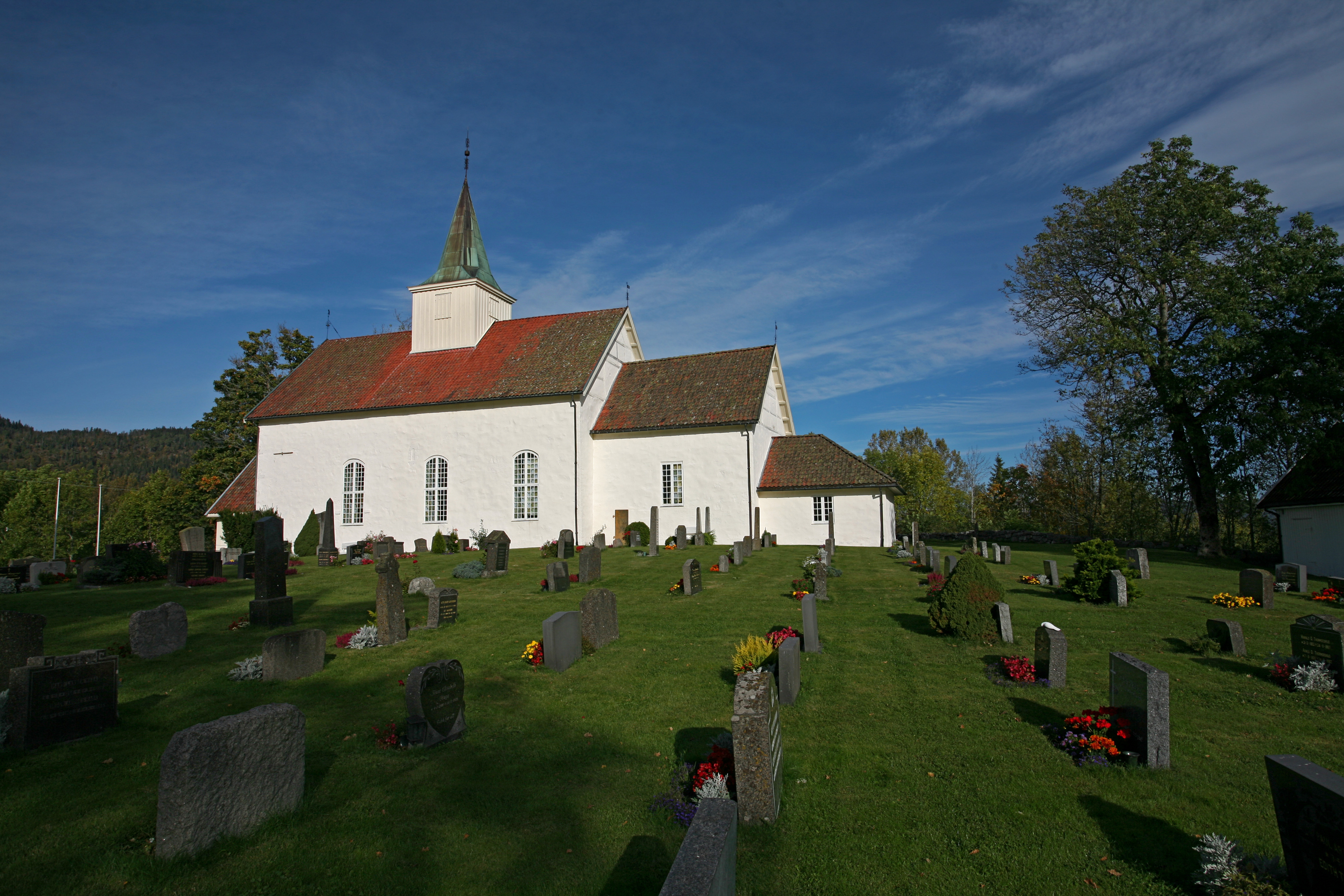
Hofs kyrka.
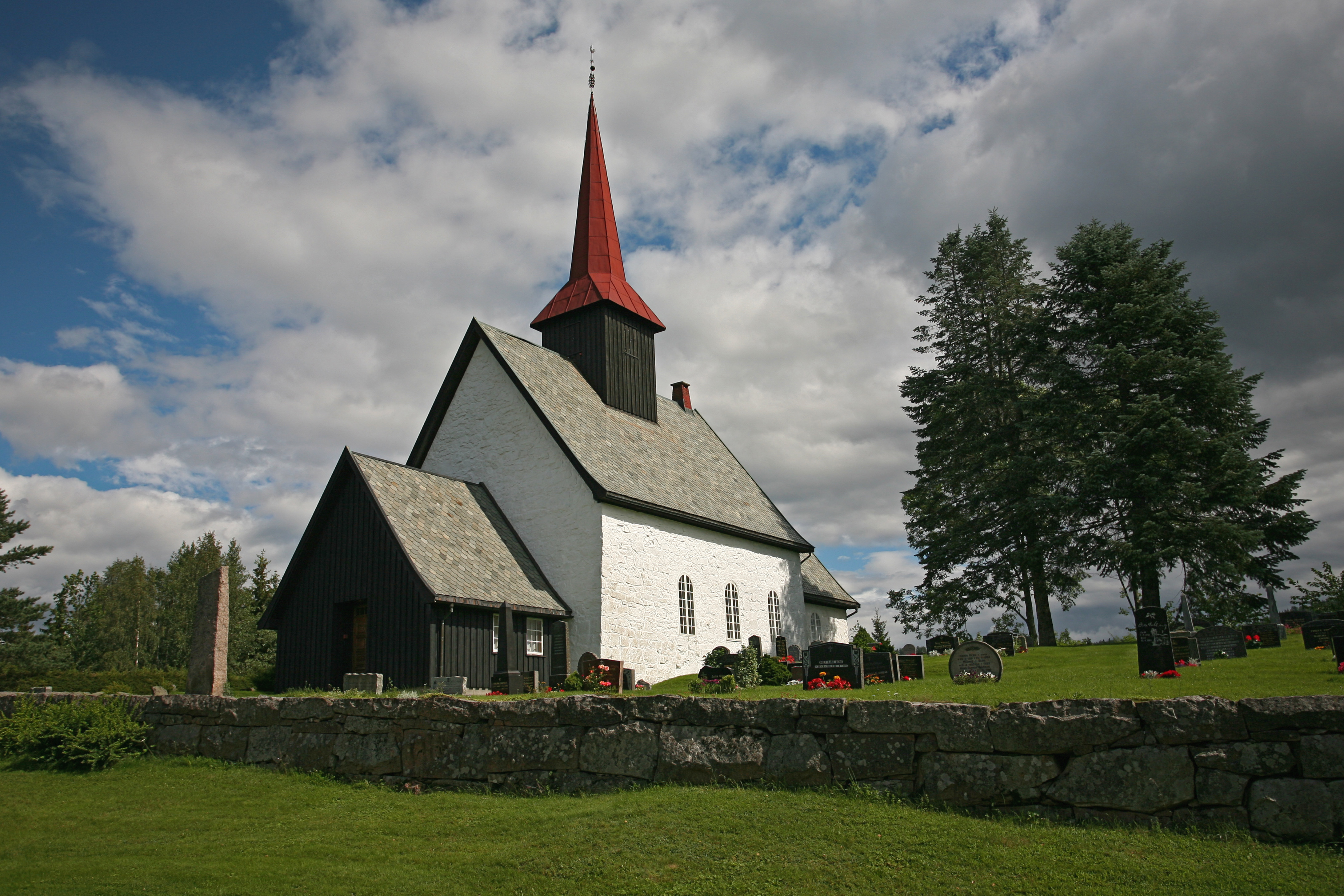
Vassås kyrka.
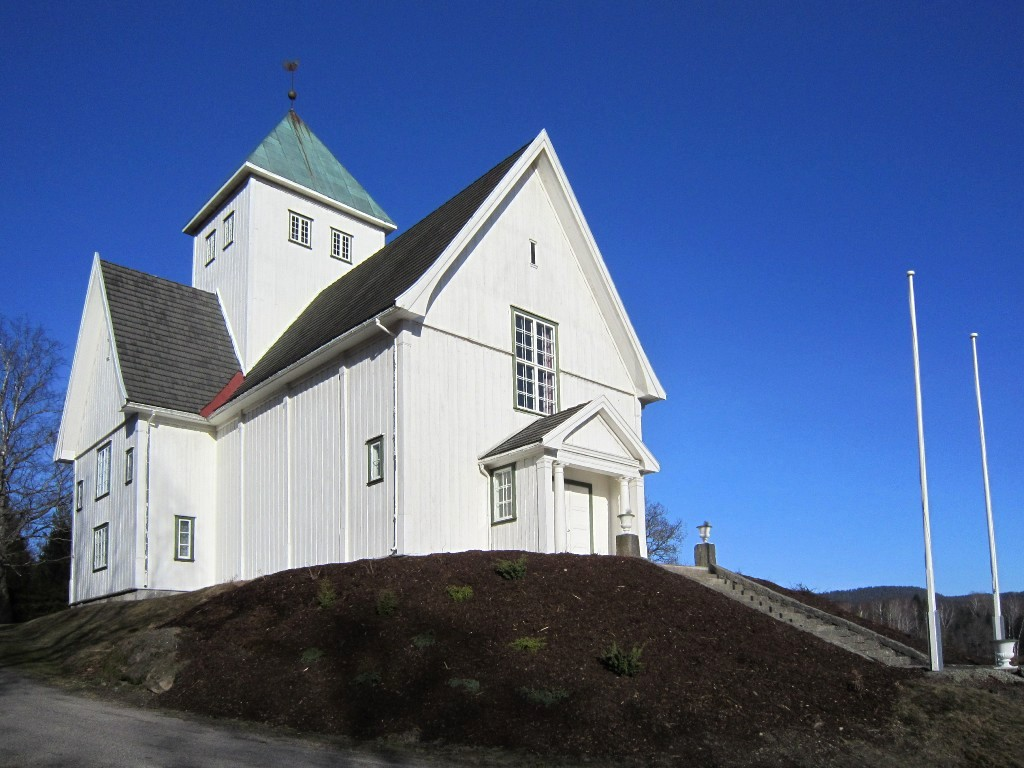
Eidsfoss kyrka.